# Myrmidon ardoisé
Myrmotherula schisticolor
Pour les articles homonymes, voir Myrmidon et Ardoise.
Espèce
Statut de conservation UICN

 LC  : Préoccupation mineure
Le Myrmidon ardoisé (Myrmotherula schisticolor) est une espèce de passereaux de la famille des Thamnophilidae.

## Description
Le Myrmidon ardoisé est un oiseau de petite taille (10 cm environ). Le mâle est de couleur ardoise foncé sur l'ensemble du corps avec la poitrine, le col et les ailes noirs, ces dernières étant tachetées de blanc. La femelle a le dessus brun-olive et le dessous de couleur chamois. L'iris est brun.

## Alimentation
Il se nourrit d'insectes et d'araignées qu'il attrape sur le feuillage des arbres.

## Répartition
On le trouve du sud-est du Mexique, ainsi qu'en Amérique centrale, surtout au Costa Rica mais également en Colombie, au Venezuela, à l'ouest de l'Équateur et à l'est du Pérou. Il fréquente les forêts humides.

## Nidification
Le nid, profond, est suspendu à une fourche de brindilles. La femelle y pond 2 œufs qui sont couvés par les deux parents. Les petits sont également nourris par les deux parents.

## Sous-espèces
D'après la classification de référence (version 5.2, 2015) du Congrès ornithologique international, cette espèce est constituée des trois sous-espèces suivantes (ordre phylogénique) :
- Myrmotherula schisticolor schisticolor (Lawrence, 1865) — Amérique centrale ;
- Myrmotherula schisticolor sanctaemartae Allen, 1900 — sierra Nevada de Santa Marta, serranía del Perijá et cordillère de la Costa ;
- Myrmotherula schisticolor interior (Chapman, 1914) — Andes boréales.